# Joaquina Maria Mercedes Barcelo Pages
Joaquina Maria Mercedes Barcelo Pages (ur. 24 lipca 1857 w Sarrii; zm. 4 sierpnia 1940 w Manili) – hiszpańska Czcigodna Służebnica Boża Kościoła katolickiego.

## Życiorys
Urodziła się w bardzo religijnej rodzinie. Gdy poczuła powołanie do życia zakonnego, razem z siostrą, wstąpiła do zgromadzenia Augustianek Sióstr Matki Bożej Pocieszenia. Zmarła 4 sierpnia 1940 roku, mając 83 lata w opinii świętości. W dniu 18 czerwca 2002 roku rozpoczął się jej proces beatyfikacyjny.